# 大阪北逓信病院

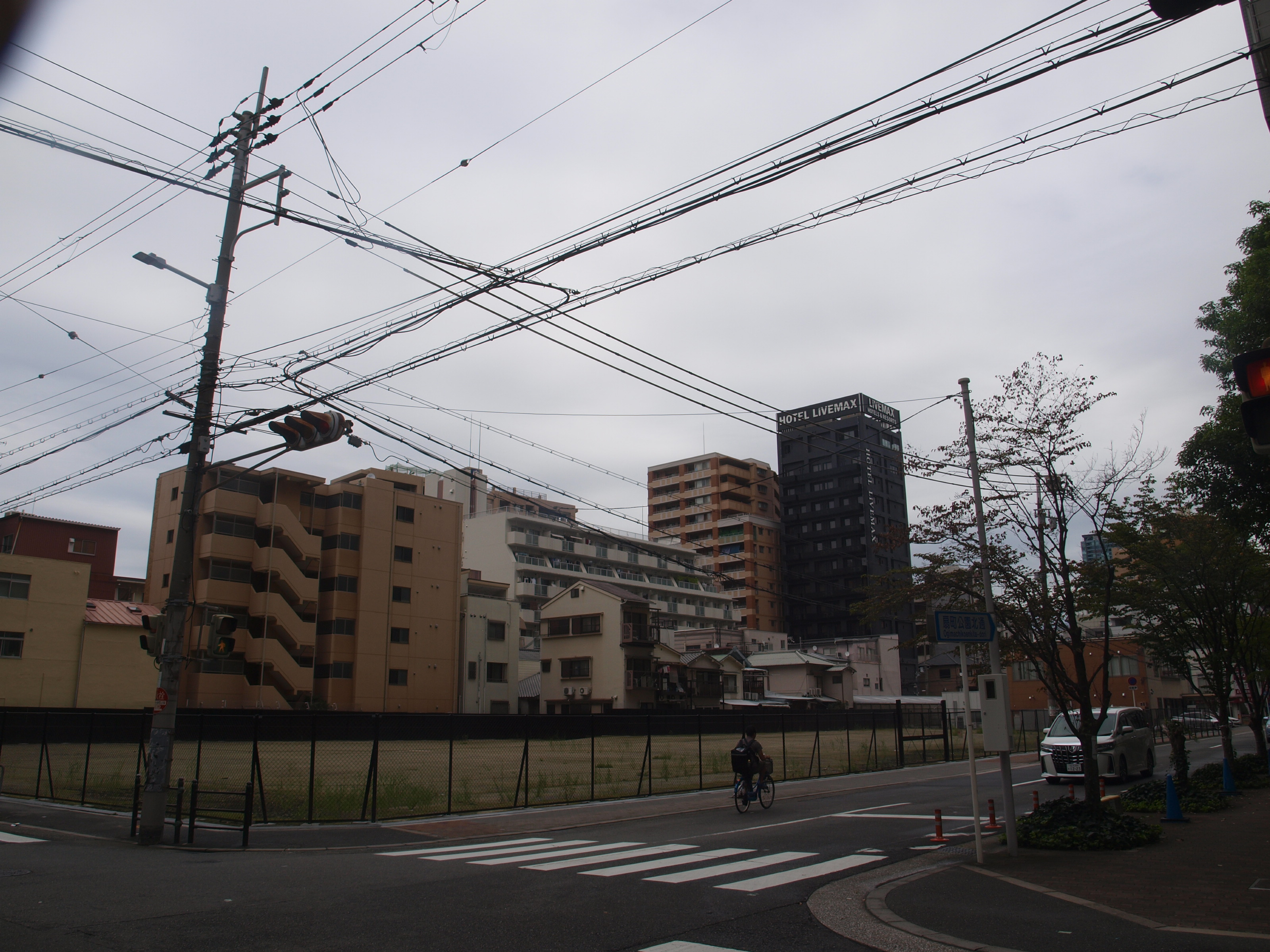
2021年9月8日現在の大阪北逓信病院跡地

大阪北逓信病院（おおさかきたていしんびょういん）は、かつて大阪府大阪市北区に存在した病院である。現在は、既に取り壊されている。

## 概要
1953年（昭和28年）3月に郵政省の職域病院として開設され、2007年（平成19年）10月1日の郵政民営化以降は日本郵政株式会社の企業立病院として運営されていた。
なお、大阪唯一の逓信病院であるのに「大阪」ではなく「大阪北」を名乗っていたのは、NTT西日本大阪病院（現・第二大阪警察病院）が1985年までは大阪逓信病院を名乗っていたためである。
日本郵政では上場に伴う合理化のため、逓信病院は事業譲渡することとなり、神戸逓信病院は地元の医療法人に事業譲渡され神戸平成病院となったが、当院は有力病院が隣接することもあって買い手が見つからず、2016年（平成28年）3月31日をもって閉院した。
2021年 (令和3年) 12月10日、東急不動産が土地を取得。

## 沿革
- 1953年（昭和28年）5月1日 - 開院[5]。
- 1972年（昭和47年）11月20日 - 増改築工事が完了する。
- 2001年（平成13年）1月6日 - 郵政省が郵政事業庁に再編される。
- 2003年（平成15年）4月1日 - 日本郵政公社が発足。
- 2007年（平成19年）10月1日 - 郵政民営化にともない日本郵政公社から日本郵政株式会社の企業立病院となる。
- 2016年（平成28年）3月31日 - 閉院[1]。

## 併設施設
- 日本郵政株式会社近畿郵政健康管理センター - 閉院に先立ち、大阪北郵便局へ移転した。

## 診療科目
- 内科・消化器内科
- 外科
- 肛門科
- 小児科
- 眼科
- 耳鼻咽喉科
- 放射線科

## 関連病院
- 東京逓信病院

## 交通アクセス
- 大阪市営地下鉄（現 大阪メトロ）中崎町駅から徒歩約3分。
- 大阪市営地下鉄（現 大阪メトロ）堺筋線扇町駅から徒歩約8分。
- JR大阪環状線天満駅から徒歩約8分。